# Gora Jain
Gora Jain (* 1967) ist eine Kulturwissenschaftlerin und Kunsthistorikerin, die an der University of Europe for Applied Sciences am Standort Hamburg Kunst-, Design- und Medientheorie, Philosophie sowie kuratorische Praxis lehrt. Sie ist Vorsitzende des Hamburger Forums für Künstlernachlässe (FKN) und zugleich Vorsitzende des Bundesverbands Künstlernachlässe (BKN) mit Sitz in Berlin.

## Leben und Wirken
Gora Jain studierte von 1986 bis 1993 Kunstgeschichte, Philosophie und Archäologie an den Universitäten Gießen und Marburg. 2002 wurde sie promoviert.
Zwischen 1997 und 2017 war sie freie Mitarbeiterin der Hamburger Kunsthalle. Von 2002 bis 2012 war sie Lehrbeauftragte für Ästhetik, Kunst- und Designgeschichte an der AMD Akademie Mode & Design in Hamburg. Von 2004 bis 2007 lehrte Gora Jain Kunstwissenschaften an der Christian-Albrechts-Universität zu Kiel. Von 2005 bis 2011 hatte sie die Funktion einer Lehrbeauftragten für Visual Studies an der Muthesius Kunsthochschule in Kiel inne. Von 2011 bis 2014 war sie Lehrbeauftragte für Kunst-, Medien- und Designtheorie an der Hochschule für Künste Bremen. Seit 2014 lehrt sie an der University of Europe for Applied Sciences in Hamburg, wo sie das Institut für gestalterisches Forschen mitbegründete. Seit 2019 ist sie Mitglied im Fachausschuss Kulturerbe des Deutschen Kulturrats.
Gora Jain ist Mitbegründerin des Hamburger Forums für Künstlernachlässe, das 2003 als Verein entstand. Dort ist sie seither als Kuratorin und Ausstellungsleiterin sowie in der Öffentlichkeitsarbeit und der Projektentwicklung tätig.

## Forschungsschwerpunkte
Zu ihren Forschungsschwerpunkten zählen die Wissensgenerierung und der Wissensaustausch zum kulturellen Erbe. Auch betreibt sie wissenschaftliche Feldforschung im Dialog mit Künstlern und Designern.

## Veröffentlichungen (Auswahl)
- Die anthropologisch fundierte Werkidee im Oeuvre der Bildhauerin Milly Steger, Herbolzheim, 2002 (Dissertation)
- Bundesverband Künstlernachlässe (BKN). Ein Zusammenschluss von nachlassbewahrenden Institutionen in Deutschland; in: annoRAK. Mitteilungen aus dem Rheinischen Archiv für Künstlernachlässe, Heft 6, D. Schütz (Hg.), Bonn 2018, S. 120–122 (dt./engl.).
- Perspektiven für künstlerische Nachlässe durch nachlassbewahrende Institutionen; in: Es bleibt die Kunst, BBK München und Obb. (Hgg.), München 2018, S. 20–25.
- Erinnerungskultur durch Künstlernachlässe in: AKMB-news, Informationen zu Kunst, Museum und Bibliothek, Jg. 26, Heft 1/2, Düsseldorf 2020, S. 37–42.